# 劉晉鈺
劉晉鈺（1900年9月24日—1950年7月17日），福州閩侯人，電力工程技師，曾擔任台灣電力公司的總經理，被依匪諜罪名處決。

## 生平

### 早年生平
劉晉鈺出身自合浦劉氏，幼年父母雙亡，由外祖父母撫養。在六位叔伯的支持下，劉晉鈺從六歲即開始學習，後來進入新式小學堂，並以優異成績畢業，入讀福州揚光中學（今福州格致中學前身）。揚光中學的外語教育與其他洋學堂不同，主要教授法語而非英語，為劉晉鈺日後赴法留學奠定基礎。
從揚光中學畢業後，劉晉鈺考入上海震旦大學電氣系，以優秀成績畢業。台江鴨姆洲一位黃姓富商看中劉晉鈺的才華，將女兒黃淑煊嫁給他，兩人於1920年12月在福建三都澳结婚。在岳父經濟支持下，進入法國格魯諾柏大學專攻機電工程學門，1923年回國後於母校震旦大學擔任教授。在1932年日軍進攻上海時，劉晉鈺出面維持淞滬軍民所必需之自來水及電力。日軍攻下南京之後，劉晉鈺前往昆明，先後擔任資源委員會昆明電廠工程處主任、昆湖電廠廠長，並且負責建造四千瓦汽力廠。為了避免敵機轟炸，劉晉鈺也主持在山洞內建造了一間兩千瓦的電廠，為中國第一間山洞內的防空電廠。1940年劉晉鈺前往越南，擔任中華民國經濟部駐越南總代表，負責運輸經濟部建設物資。1943年劉晉鈺前往美國、加拿大及英國等國家考察電氣事業。第二次世界大戰結束後，劉晉鈺出任台灣區生產事業管理委員會專門委員，並負責接收台灣電力事業。1946年台灣電力公司成立後，劉晉鈺擔任該公司總經理。

### 因共諜案遭判刑槍決
劉晉鈺有五子一女，其中三子一女加入中國共產黨，甚至成為特工，長子劉登峰，1944年在雲南加入中國共產黨，1946年化名王建前往台灣從事地下工作，1949年單線聯絡人遭捕後撤大陸，於華東局與中央統戰部工作，次子劉登元也在雲南加入中國共產黨，組織安排他考武漢華中大學，1947年安排他到台灣插班考入台大物理系，並化名黃堅在台從事發展組織地下工作。四六事件後，4月15日共產黨組織安排潛逃回中國，先後在上海科學院、中科院工作，三子劉登明亦由組織安排考入台大農學院擔任學生自治會理事，聯繫學生發展地下組織，亦於四六事件後撤回大陸，先後在上海及北京工作，齊魯石化黨委副書記退休。1950年7月劉晉鈺因「縱容左傾子女前往大陸」的「通匪」罪名被特務逮捕，並與台電職員嚴惠先遭到槍決。劉晉鈺被指稱為匪諜的案件，引國內的震撼，1950年8月29日已落網自新的台灣省工作委員會書記蔡孝乾供詞提及劉晉鈺的三個兒子皆是共產黨員，由徐懋德運作拉攏，使其承諾在中共解放台灣後勿破壞發電設備，保持台灣電力運作的順暢，四六事件之後劉家三兄弟相繼離台之後，蔡孝乾派遣徐懋德前往劉晉鈺家中當面談妥，劉晉鈺表示「堅決為共黨效命」一段，成為劉晉鈺被判死刑的證明。
台灣省主席吳國楨及財政廳長任顯群也因不滿特務抓人，而因此與蔣介石父子產生衝突。

## 紀念
2014年4月劉晉鈺烈士的老家倉山區浦下村合浦劉氏宗祠，他的宗親舉行了「紀念劉晉鈺烈士在台犧牲64周年座談會」。
2014年7月紅色特工劉晉鈺紀念堂揭牌，紀念劉晉鈺烈士，紀念堂裡懸掛著另一副兩岸劉氏宗親題寫的對聯：「昔年身處異地，今日認歸故鄉」。劉氏宗祠還舉行了為劉晉鈺烈士上匾儀式，以表示劉氏後人對革命先輩的敬仰。

## 家庭
- 祖父：劉壽藏，清光緒九年（1883年）進士，曾任江西分宜縣知縣、袁州府（今江西省宜春市）同知[1]。
- 父：劉貽清，劉壽藏四子，早逝
- 妻：黃淑煊
- 長子：劉登峰，1924年6月生於上海，雲南大學畢業，任教於建民中學執教。1946年，奉命前往臺灣化名王健從事秘密工作，1949年撤回大陸，先後在華東局、中央統戰部工作。50年代後期，派往山西太原任山西省煤炭設計院辦公室主任，2004年病逝於太原
- 次子：劉登元，1926年生於上海曾任教於建民中學，1946考入武漢華中大學物理系，1947年赴台插班進入臺灣大學物理系，化名黃堅在臺灣發動學潮。1949年4月四六事件爆發，4月15日，組織安排劉登元和一批共產黨人撤出臺灣。回大陸後先後在華東局公安部、上海科學院、中國科學院工作，離休前是國家自然科學基金委員會秘書長，住在北京。
- 三子：劉登明，1928年9月生於上海，1946年隨母親赴臺灣與父親團圓，考入臺灣大學並加入中國共產黨。1949年4月，臺灣白色恐怖加劇，組織安排他撤回大陸。先在上海工作，後調往北京，曾在航空工業部工作，退休前是山東省齊魯石化公司黨委副書記，2011年病逝于山東。
- 四子：劉登勝，1932年2月生於上海，1946年隨母親赴臺灣與父親團圓，加入中國共產黨並開始從事秘密工作。後考入臺灣大學數學系，取得數學博士學位後在中央研究院數學研究所工作。後到美國深造，成為美國麻省大學終身教授。1974年，他以美籍著名數學家身份赴北京講學，受到中共中央聯絡部的高規格接待，2008年病逝美國。